# John Hamilton Reynolds
John Hamilton Reynolds (né en 1794 et mort en 1852) est un poète, satiriste, critique littéraire et dramaturge anglais. Il est un proche ami et correspondant du poète John Keats, dont les lettres échangées avec Reynolds constituent une part importante de la pensée poétique de Keats. Reynolds a un beau-frère écrivain et humoriste Thomas Hood, époux de sa sœur Jane.

## Origine familiale
John Hamilton Reynolds est né à Shrewsbury. Son père George Reynolds, est enseignant à Shrewsbury School et sa mère est Charlotte Cox Reynolds. Sa mère est apparentée à la famille Hamilton — raison pour laquelle Reynolds son deuxième prénom — qui comprend notamment l'écrivain William Thomas Beckford. Reynolds va à la Shrewsbury School, puis à la St Paul's School de Londres de 1806 lorsque sa famille déménage, jusqu'à 1810.

## Début professionnel
John Hamilton Reynolds occupe un poste de commis dans un bureau d’assurance, l’Amicable Society for Perpetual Assurance, au moins jusqu’à 1816 ; et de 1818 à 1820, il travailla dans Essex Street pour l'avocat Francis Fladgate (en). Parallèlement, il poursuit son parcours autodidacte en lisant beaucoup de classique et de Littérature de langue anglaise et commence également à écrire de la poésie. Il était encouragé dans son intérêt littéraire par son ami John Freeman Milward Dovaston, ancien élève du père de Reynolds.

## Œuvre littéraire
Journaliste et critique prolifique, John Hamilton Reynolds publie des recueils de poèmes et divers articles. Un certain nombre de critiques et de poètes, dont Lord Byron, dont Reynolds a imité l’œuvre, lui réserve un bon accueil. Plus tard, il publie The Eden of Imagination, imitant William Wordsworth, qui l'a également encouragé. Au début de sa carrière poétique, John Clare se présente comme un grand admirateur du travail de Reynolds et les deux rencontrent d'autres contributeurs du London Magazine.

## John Keats
L'ami de John Hamilton Reynolds, Leigh Hunt, le soutient et le présente à un autre jeune poète qu'il admire, un jeune inconnu John Keats. En compagnie de Percy Bysshe Shelley, ces deux auteurs sont présentées par Hunt dans un article de 1816 sur la « nouvelle école de poètes », intitulé Young Poetry. Keats et Reynolds deviennent amis, s’encouragent et se défient mutuellement dans leur quête de reconnaissance littéraire. En 1819 Keats félicite Reynolds pour sa parodie de  William Wordsworth, Peter Bell: A Lyrical Ballad ; et c'est dans la parodie spirituelle que Reynolds est considéré dans ma meilleure poésie.

## Vie personnelle
En 1822, John Hamilton Reynolds épouse Eliza Drewe, ce qui entraîne une amitié et une collaboration littéraire avec son beau-frère, Thomas Hood. Ensemble, les deux composent plusieurs textes satiriques et comiques, le plus populaire étant Odes and Addresses to Great People en 1825.
La tragédie le frappe en 1835 lorsque sa fille Lucy, âgée de dix ans, meurt. Il fait faillite en 1838 mais continue de gagner un petit revenu grâce à ses écrits. En 1847, il s'installe à l'île de Wight en qualité de greffier adjoint auprès d'un tribunal de comté. Reynolds déprime et commence à boire beaucoup, même s'il n'était pas sans amis ni admirateurs jusqu'au bout. En 1852, Reynolds fut retrouvé mort dans la chambre de l'appartement de son père à Newport.